# Brachypogon bryanae
Brachypogon bryanae är en tvåvingeart som beskrevs av Debenham 1991. Brachypogon bryanae ingår i släktet Brachypogon och familjen svidknott. Inga underarter finns listade i Catalogue of Life.